# 向島ドック
向島ドック株式会社（むかいしまドック、英: MUKAISHIMA DOCK YARD CO.,LTD）は、広島県尾道市に本社を置く造船会社。

## 概要
内航船主体に船舶修理業務を行っている。取扱隻数は、年間約300隻。国土交通省による舶用内燃機関サービス・ステーション（SS）の証明を取得している。

## 事務所及び設備
- 本社：広島県尾道市向島町864-1

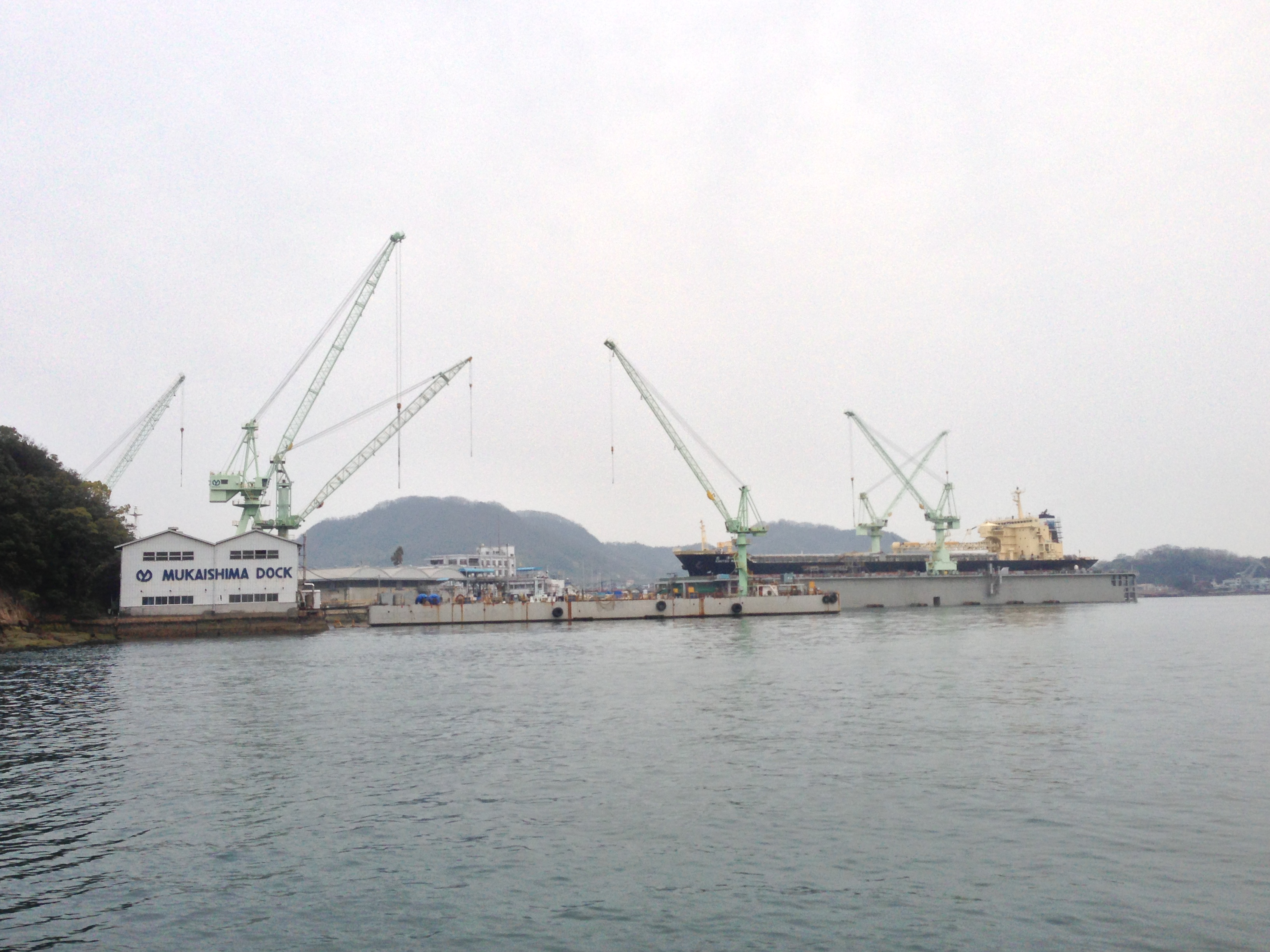
右から№1浮ドック・修繕用浮桟橋・パイプ工場・軸工場（2013年。№2浮ドックはこの後2018年に修繕用浮桟橋を撤去し設置された。）

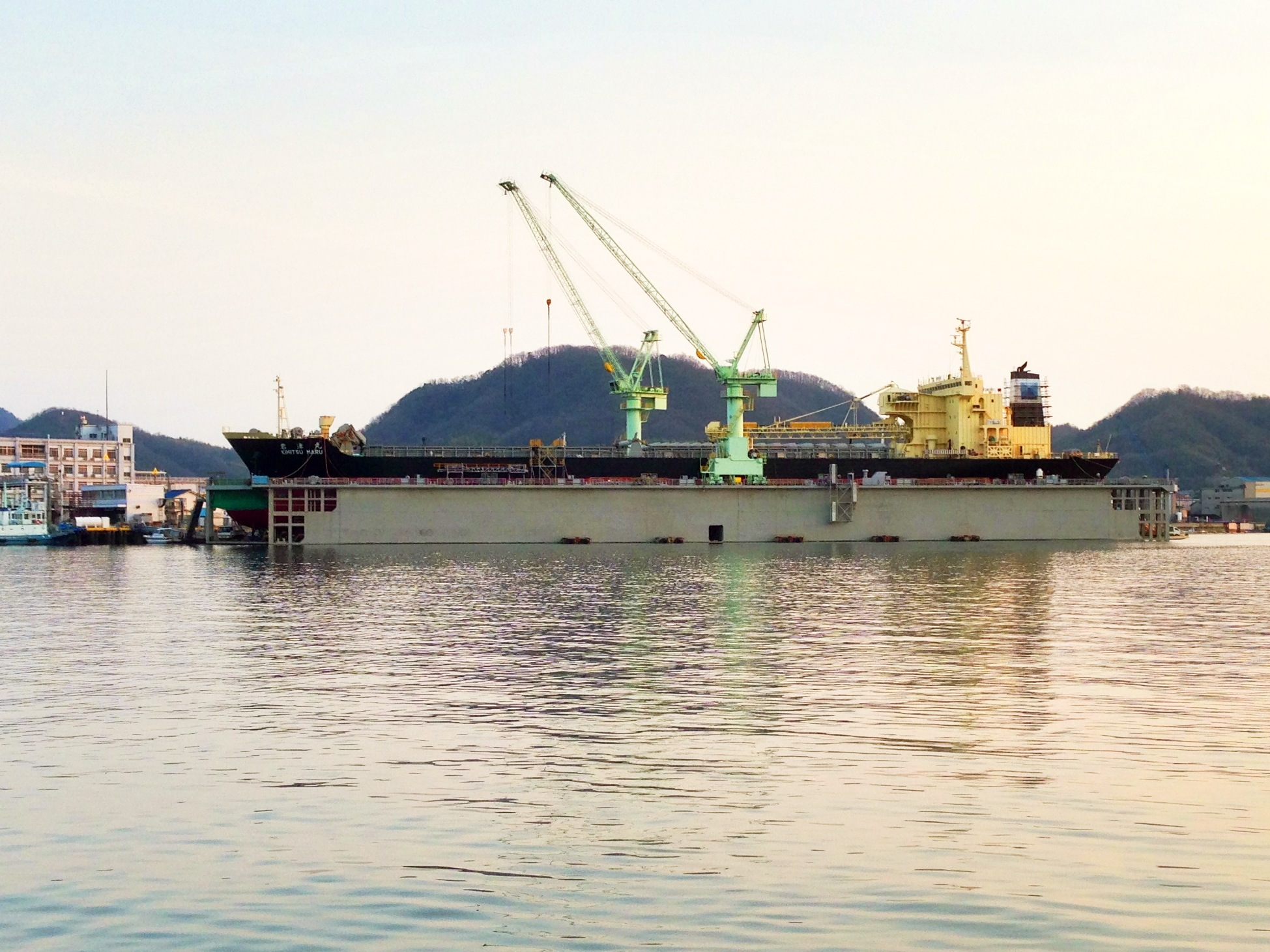
№1浮ドック（2013年）

  - 1号ドック：L 130m × 21m × 7.5m   （入渠能力）7000G/T
  - 2号ドック：L 103m × 15.3m × 7m   （入渠能力）3600G/T
  - 3号ドック：L 105m × 17m × 7m     （入渠能力）3600G/T
  - No.1浮ドック：L 145m × 28m × 8.5m   （入渠能力）15000G/T
  - No.2浮ドック：L 105m × 21m × 7.5m   （入渠能力）6600G/T
- 東京営業所：東京都江戸川区平井2-23-13　黒田ビル101号

## グループ会社
- コウセン産業株式会社
- 瀬戸マリンサービス株式会社
- コーエイ株式会社

## 沿革
- 1929年（昭和4年）4月 - 杉原正雄が現在地に杉原造船鉄工所を創立。明治40年開渠の乾ドックを修理復旧し、船舶修繕業を開業。
- 1940年（昭和15年）11月 - 法人化し、株式会社杉原造船鉄工所と改称。資本金100万円。
- 1942年（昭和17年）12月 - 戦時下の要望に応え、杉原造船鉄工所は戦時統制令によって設立された株式会社日産造船所と合併。陸海軍の指定工場となる。
- 1949年（昭和24年）9月 - 株式会社日産造船所解散。
- 1950年（昭和25年）6月 - 杉原正雄が日産造船所の施設を一括譲受け、杉原造船所として再建に着手。
- 1953年（昭和28年）7月 - 資本金500万円の株式会社に改組。同時に商号を向島船渠株式会社と改称。1400G/T乾ドック1基・建造船台500G/T1基にて、鋼船の改造修理及び建造を行う。
- 1957年（昭和32年）5月 - 1号建造台500G/Tを750G/Tに拡張。及び2号建造船台400G/Tを新設する。
- 1959年（昭和34年）
  - 6月 - 資本金を1000万円に増資。
  - 7月 - 1号建造船台を1000G/Tに、2号建造船台を750G/Tにそれぞれ拡張。
- 1962年（昭和37年）6月 - 資本金2000万円に増資。
- 1963年（昭和38年）7月 - 浮ドック1400G/Tを新設。
- 1964年（昭和39年）9月 - 資本金3000万円に増資。
- 1965年（昭和40年）8月 - 資本金5000万円に増資。
- 1966年（昭和41年）
  - 5月 - 浮ドックを2000G/Tに拡張。
  - 10月 - 船舶建造を中止し、船舶の修理専業工場となる。
- 1967年（昭和42年）2月 - おかじま寮B館新設。
- 1968年（昭和43年）
  - 1月 - 船員賄寮（ギャレー）新設。2号乾ドック3600G/Tを新設。
  - 8月 - 資本金を7500万円に増資。
- 1969年（昭和44年）
  - 8月 - 資本金を1億円に増資。
  - 11月 ‐ おかじま寮C館新設。
  - 12月 ‐ 資本金1億2000万円に増資。
- 1970年（昭和45年）8月 - 3号乾ドック3600G/Tを新設。
- 1971年（昭和46年）3月 - 杉原竹子が代表取締役社長に就任。
- 1972年（昭和47年）8月 - 資本金1億3800万円に増資。
- 1974年（昭和49年）
  - 1月 - 1号乾ドックを7000G/Tに拡張。
  - 8月 - 資本金を1億5000万円に増資。
- 1975年（昭和50年）4月 - 電気室新設。
- 1984年（昭和59年）9月 - 小原敦が代表取締役社長に就任。
- 1987年（昭和62年）11月 - マリーナ施設新設。
- 1990年（平成2年）4月 - クラブハウス「ドック・オブ・ザ・ベイ」新設。
- 1991年（平成3年）3月 - 鋼材組立工場新設。
- 1992年（平成4年）
  - 6月 - 杉原毅が代表取締役社長に就任。
  - 7月 - 商号を向島ドック株式会社に改称し、社名ロゴマークを一新する。
  - 12月 - おかじまゲストハウス改装。
- 1993年（平成5年）11月 - 総合事務所完成。
- 1997年（平成9年）12月 - おかじま寮A館改築。サウナ付き大浴場併設。
- 1999年（平成11年）11月 - 工場・敷地拡張（NTT海底線跡地）。
- 2000年（平成12年）5月 - 機械整備工場移設、自動化ライン新設。
- 2001年（平成13年）
  - 2月 - 産業廃棄物処理・熱回収システム新設。
  - 3月 - 浮ドック移設、係船桟橋15ｍ延長。
  - 4月 - 新配管工場完成。
  - 5月 - 軸系工場新設。
  - 8月 - 協力会社ハウス及び現図場改装。
  - 9月 - 電気工場新設。
- 2002年（平成14年）11月 - 資本金9000万円に減資。6000万円は資本準備金に。
- 2003年（平成15年）7月 - 社員食堂をセミカフェテリア方式に改装。
- 2006年（平成18年）3月 - 浮ドックを15000G/Tに新替。
- 2007年（平成19年）12月 - アネックスおかじま（旧・ホテルおかじま）取得。
- 2010年（平成22年）12月 - 日本初鋼材運搬用貨物船「はいぱーえこ」を就航し、海運業を始める。
- 2013年（平成25年）11月 - 資材倉庫完成、電気室・ロッカールーム併設。
- 2014年（平成26年）
  - 10月 - 貨物船「しまのわ」就航。
  - 12月 - 電気推進内航コンテナ船「ふたば」就航。
- 2015年（平成27年）
  - 4月 - おかじま寮B館改装。
  - 6月 - 社員食堂拡張。
  - 10月 - 貨物船「しまかぜ」就航。
- 2016年（平成28年）
  - 6月 - インフォメーションセンター（旧守衛所）改装。
  - 7月 - おかじま寮C館改装。アネックスおかじま南側2階建を船員寮に改装、アネックスAとする。
- 2018年（平成30年）
  - 2月 - アネックスおかじま中央部を実習生用宿舎に改装、アネックスBとする。
  - 3月 - アネックスおかじま独身寮を改装、アネックスCとする。
  - 6月 - 貨物船「はいぱーえこ」を代替。
  - 12月 - No.2浮ドック6600G/Tを新設。
- 2019年（平成31年）
  - 2月 - リチウムイオン電池搭載型内航鋼材船「うたしま」就航。
  - 6月 - おかじま寮E館新設。
- 2020年（令和2年）
  - 2月 - 事務所内監督食堂・更衣室改装。
- 2022年（令和4年）
  - 7月 - 杉原毅代表取締役会長、久野智寛代表取締役社長に就任。

## 備考
尾道を舞台とする映画、テレビに映ることが多い。大林宣彦監督の新尾道三部作「ふたり」・「あした」のロケ地として使われた。
- 「ふたり」では、向島ドック内のドック・オブ・ザ・ベイが主人公北尾実加役の石田ひかりと神永智也役の尾美としのりが食事をするシーンで使われた。
- 「あした」では、造船設計技師で永尾要治役の峰岸徹が勤めていた会社として向島ドック本社事務所が使われた。また、映画の中で登場する「呼子丸」をCGなしで、船を水中から浮かばせるという難しいシーンに全面協力している[2]。
- NHK連続テレビ小説「てっぱん」でも、たびたび浮ドックが映る。

## その他
週末には、クレーンのライトアップを行っている。東日本大震災のため、自粛されていたが、2011年4月28日に再開した。